# Сергей Миронов (футболист)
Сергей Миронов е руски футболист. Играе като опорен халф.

## Кариера
Кариерата му започва в дубъла на Зенит, за който има 66 мача и 1 гол. През 2005 става бронзов медалист от шампионата за дублиращи отбори. Въпреки че е капитан на юношеските формации на Русия, той не успява да дебютира за първия тим. Изкарва половин година под наем във финландския ТП-47. През лятото на 2008 пристига на проби в ПФК ЦСКА (София).. Той обаче не е одобрен от ръководството на „червените“ и подписва със Сливен. Сергей изиграва едва 5 срещи за „войводите“ и е освободен. През сезон 2009 бившата звезда на Зенит Владимир Казанчок взима играчът в дублиращия тим на „питерци“ – Смена-Зенит. След като той е закрит през 2010, Миронов играе 1 сезон в Динамо Вологда. От 2011 е играч на Калев Силамае. След това играе за Уфа и Аванград Курск. От 2013 е играч на Питер (Санкт Петербург).